# 安井重哉
安井 重哉（やすい しげや、1967年 - ）は、日本の研究者、デザイナー、大学教員。ソニーのパーソナルコンピュータVAIOなどのUIデザイン、UXデザインを開発、グッドデザイン賞やドイツiFデザイン賞などを受賞。人間の五感に基づくハプティクスハプティックデザイン（触覚デザイン）を研究している。

## 略歴
大阪府八尾市出身。1985年大阪府立清水谷高等学校卒業。1991年筑波大学芸術専門学群卒業。1993年筑波大学大学院芸術研究科修了、修士（デザイン学）の学位を取得後、ソニー入社。パーソナルコンピュータVAIOをはじめAV機器のGUI、UIデザイン、UXデザインを開発。2012年から公立はこだて未来大学教授（情報アーキテクチャ学科）。2020年よりグッドデザイン賞審査委員。

## 代表的な作品、受賞歴
- 2004年（平成16年） - グッドデザイン賞（直感操作モードDoVAIO）＝パーソナルコンピュータのGUI[1]

- 2007年 - グッドデザイン賞（VAIO VGX-TP1S）＝パーソナルコンピュータ[2]
- 2007年 - グッドデザイン賞（VAIO Type U）＝パーソナルコンピュータ[3]
- 2010年（平成22年） - グッドデザイン賞（NEX-5/NEX-3用ユーザインタフェース）＝ミラーレスデジタル一眼カメラ[4]
- 2011年 - iFデザイン賞の金賞（NEX-5/NEX-3 User Interface）[5]
- 2011年 - iFデザイン賞（VAIO Media Gallery）
- 2013年 - 北海道北斗市の公式キャラクター「ずーしーほっきー」（ゆるキャラ）
- 2015年 - 日本デザイン学会第62回春季大会ベストプレゼンテーション賞
- 2017年（平成29年） - HAPTIC DESIGN AWARDのグランプリ（最高賞）[6]